# Elsidita Selaj
Elsidita Selaj (ur. 5 maja 2000 r. w Szkodrze) – albańska bokserka, chorąża reprezentacji Albanii Letnich Igrzysk Olimpijskich Młodzieży 2018, uczestniczka turnieju w wadze średniej.
Jako pierwsza Albanka zdołała rozpocząć karierę bokserską, pomimo postrzegania boksu przez społeczeństwo albańskie jako sportu wyłącznie męskiego. Jej trenerem był Jetmir Kuqi.

## Wyniki
- European Amateur Boxing Championships 2018 (srebro)[5]
- Letnie Igrzyska Olimpijskie Młodzieży 2018 (5. miejsce)[2]
- European Amateur Boxing Championships 2019 (brąz)[5]